# Good to Be Bad
Good to Be Bad je desáté studiové album anglické hard rockové skupiny Whitesnake, vydané v dubnu roku 2008.

## Seznam skladeb
Všechny skladby napsali David Coverdale a Doug Aldrich.
1. „Best Years“ – 5:16
2. „Can You Hear the Wind Blow“ - 5:03
3. „Call on Me“ – 5:01
4. „All I Want All I Need“ - 5:40
5. „Good to Be Bad“ – 5:13
6. „All for Love“ – 5:13
7. „Summer Rain“ – 6:10
8. „Lay Down Your Love“ – 6:01
9. „A Fool in Love“ – 5:50
10. „Got What You Need“ – 4:15
11. „’Til the End of Time" – 5:32

## Sestava
- David Coverdale – zpěv
- Doug Aldrich – kytara
- Reb Beach – kytara
- Timothy Drury – klávesy
- Chris Frazier – bicí
- Uriah Duffy – baskytara